# Bodiluddelingen 1960
Bodiluddelingen 1960 blev afholdt i 1960 i Tre Falke Bio i København og markerede den 13. gang at Bodilprisen blev uddelt.

## Vindere
| Bedste mandlige hovedrolle                    | Bedste kvindelige hovedrolle           |
| --------------------------------------------- | -------------------------------------- |
| - Kjeld Petersen for Vi er allesammen tossede | - Bodil Ipsen for Tro, håb og trolddom |
| Bedste mandlige birolle                       | Bedste kvindelige birolle              |
| - ikke uddelt                                 | - ikke uddelt                          |
| Bedste danske film                            | Bedste amerikanske film                |
| - Vi er allesammen tossede af Sven Methling   | - 12 vrede mænd af Sidney Lumet        |
| Bedste europæiske film                        | Bedste dokumentarfilm                  |
| - Ung flugt af François Truffaut              | - ikke uddelt                          |

## Øvrige priser

### Æres-Bodil
- Henning Bendtsen for fotografering af Paw.